# 天鹽中川站
天鹽中川站（日语：／ Teshio-nakagawa eki */?）是北海道旅客鐵道宗谷本線沿線的一個無人站，位於北海道中川郡中川町字中川。現時停靠特急列車宗谷（宗谷）與佐呂別（サロベツ）、以及普通列車共6往復的班次。
車站的名稱是源自其所在地（「天鹽川之中流」），但為了避免與奧羽本線的中川車站混淆，因此加上舊國名「天鹽」。

## 車站構造
- 設有相對式月台，兩個月台兩條乘車線的地面車站。
- 木造車站樓。
- 由於沒有配置站員，本站的車票售賣是由緊鄰的JA（農會）辦公室負責。營業時間週一至週五9:00～16:00。

## 車站周邊
- 國道40號
- 北海道道541號問寒別佐久停車場線
- 北海道道438號天鹽中川停車場線
- 中川路邊站（日语：道の駅なかがわ）
- 中川町役場
- 美深警署（日语：美深警察署）中川分所
- 中川郵局
- 北星信用金庫（日语：北星信用金庫）中川分店
- 北遙農業協同組合（日语：北はるか農業協同組合）（JA北遙）中川分所
- 北海道中川商業高等學校（日语：北海道中川商業高等学校）
- 中川町立中川中學
- 中川町立中央小學
- 生態博物館中心 - 展示蛇頸龍亞目的化石
- 本比良溫泉（日语：ぽんぴら温泉）
- 天鹽川

## 歷史
- 1922年11月8日：以日本國有鐵道天鹽線之譽平站（ぽんぴらえき）之名啟用。一般車站。
- 1924年6月25日：天鹽線改名為天鹽南線。
- 1926年9月25日：天鹽南線與天鹽北線合併為天鹽線。
- 1930年4月1日：天鹽線改名為宗谷本線。
- 1951年7月20日：車站改名為天鹽中川。
- 1982年11月15日：廢除貨運業務。
- 1984年：

- 2月1日：廢除行李托運業務。
- 11月10日：因導入CTC，車站簡易委託化。

- 1987年4月1日：國鐵分割民營化，車站劃歸由JR北海道繼承。
- 2005年6月9日：降為無人站。
- 2014年：

- 5月：站房改由中川町擁有，隨即開展站房改善工程。
- 11月8日：站房改善工程完成。

- 2015年3月：簡易委託、保線基地及指定席車票提取服務完結、完全無人化。乘車票改由站前的北遙農業協同組合（日语：北はるか農業協同組合）中川支所委託發售[3][4]。而位於站房旁的別棟、保線事務所2樓（天鹽中川站工務）則接手指定席的發售及預售服務[3][4][5]。
- 2016年4月1日：取消在本站配置工務社員。
- 2025年：

- 4月8日：一輛並沒有乘客、但有2位職員（駕駛員及車掌）值勤、由音威子府開往稚內的KiHa54型1輛編成普通列車，於早上6時42分於本站與問寒別站之間脫線，經調查後初步認定為因路基及附近的積雪融解、相關的水份把路軌的路基泥土變得鬆散，列車駛過時引發了路基崩坍事故，再令列車的第三及第四車軸脫線。事件令音威子府～稚內之間的服務暫停。
- 4月9日：開設旭川～稚內間的特急接續替代巴士。
- 4月26日：音威子府～稚內間列車再開。

## 相鄰車站
北海道旅客鐵道（JR北海道）
■宗谷本線
■特急「宗谷」、「佐呂別」
音威子府（W61）－ 天鹽中川（W64）－ 幌延（W72)
■普通
佐久（W63）－ 天鹽中川（W64）－問寒別（W66)

## 外部連結
- （日語）JR北海道 – 天鹽中川站（页面存档备份，存于）
- （日語）全驛參觀之旅（页面存档备份，存于）